# مونت‌پراسپکت (ایلینوی)
مونت‌پراسپکت (به انگلیسی: Mount Prospect) یک روستا در ایالات متحده آمریکا است که در ایلینوی واقع شده‌است. مونت‌پراسپکت ۲۶٫۸۹ کیلومتر مربع مساحت و ۵۴٬۱۶۷ نفر جمعیت دارد.

## خواهرخوانده
شهر سور خواهرخواندهٔ مونت‌پراسپکت، ایلینوی هست.